# Ricardo Wiesse
Ricardo Wiesse Rebagliati (15 de diciembre de 1954 en Lima, Perú). Artista plástico y escritor peruano. Estudió Letras y Pintura en la Universidad Católica del Perú, y Grabado en el Atelier 17 de París y en Slade School of Fine Arts de Londres. Su pintura se caracteriza tanto por el dominio de la abstracción como de la figuración en la representación del paisaje, manteniendo en simultáneo ambas propuestas pictóricas. Sus pinturas abstractas y figurativas se exhiben en la Galería Forum  de Lima desde 1980. Ha sido docente en diversas escuelas de arte y es autor del mural cerámico en la Vía Expresa de Lima (10.000 m²). Ha participado en las bienales de Lima y Trujillo (Perú), Cuenca (Ecuador), Valparaíso (Chile), La Habana (Cuba), San Juan (Puerto Rico) y Cagnes-sur-Mer (Francia). En 1995 realizó la intervención Diez cantutas en Cieneguilla, en homenaje a los estudiantes y profesor de la Universidad Nacional de Educación asesinados por fuerzas paramilitares.

## Vida
Ricardo Wiesse nace en Lima al promediar la década de los 50 en 1954. Su juventud está signada por la relación con el paisaje de la costa norperuana, en virtud de que su familia poseía la hacienda Buena Vista en el valle de Chao en el Departamento de La Libertad. A comienzos de la década del 70, empezó sus estudios en la Facultad de Arte de la Pontificia Universidad Católica del Perú de 1972 a 1978, bajo la mirada de Adolfo Winternitz, Alejandro Alayza, Julia Navarrete y Fernando de Szyszlo. En una entrevista en la revista Lienzo, el propio Wiesse retrata sus inicios:

Cuando salí del colegio ya pintaba, o eso creía, después de haber asistido durante la secundaria a la academia de Germán Suárez Vértiz. Pero una cosa es con guitarra y otra con cajón: en 1972 ingreso a la Católica. Allí, el método de Winternitz me demandó no poco esfuerzo de adaptación, superado en gran medida por el ejemplo de Alejo Alayza.
Luna Victoria 1991: 175

En los 80, recibe primero una beca del gobierno de Francia para estudiar en el Atelier 17 (hoy Atelier Contrepoint)  de Stanley William Hayter en París de 1982 a 1983 y luego otra beca del Consejo Británico para asistir a la Slade School of Fine Art, University College de Londres durante 1986. En dicha década inicia su relación con la Galería Forum. Al finalizar el milenio, el crítico Luis Lama enjuicia a propósito de la exposición Recortes: "en los años 80, tiempos en los que por unanimidad Ricardo Wiesse era considerado el artista más destacado de su generación. Para quien escribe, continúa siéndolo, a pesar de considerar a esta obra como una transición entre la materia de antaño y procesos nuevos escultóricos". En la década de los 90, Fernando de Szyszlo describe su trabajo en los siguientes términos:

Es evidente que sus cuadros abstractos de los años noventa y de comienzos de este siglo tratan de imágenes suscitadas por una contemplación comprometida, apasionada del desierto costeño.  Si a algo están vinculadas, es al espíritu con que fueron hechos los geoglifos de Nasca, que en Wiesse tienen el mismo lenguaje,  pero esta vez indescifrable, mejor dicho imposible de poner en palabras, al mismo tiempo susceptibles de una lectura que no pasa por la razón sino que va directamente a golpear nuestras cuerdas más sensibles y más ocultas.  En algún momento puede llegar a ser muy gráfico pero jamás es decorativo; son formas habitadas por contenidos que nos hablan en el oscuro y misterioso lenguaje de la pintura
Fernando de Szyszlo.

En dicha década, hacia 1995, realiza su acción Diez cantutas en Cieneguilla, en homenaje a los estudiantes y profesor de la Universidad Nacional de Educación ultimados al margen de la legalidad por fuerzas paramilitares. En una entrevista para el diario Perú.21, Wiesse declaró sobre su visión política del arte:

Todo arte es político. Claro, hay la política del avestruz y la política del agitador; yo soy de los segundos. Me gustaría ir a la punta del cerro, izar una bandera y decir “basta de insensatez”. Los peruanos estamos construyendo un destino común, pero nos estamos enfrentando torpemente, nos estamos comportando como primitivos, empezando por el Estado. Nuestro pasivo histórico es horroroso y mantenemos, desde hace cuatro siglos, una mentalidad encomenderil.
Pajares 2012: 14

Sus obras forman parte de colecciones como las del Museo de Arte de Lima, el Museo del Banco Central de Reserva del Perú, el Banco de Crédito del Perú, la Universidad del Pacífico, la Pontificia Universidad Católica del Perú, el Ministerio de Relaciones Exteriores del Perú, etc. En 2006, una muestra de óleos sobre Pachacámac recorrió tres ciudades brasileras, auspiciada por el Ministerio de Relaciones Exteriores del Perú. Su exposición en el Centro Cultural Inca Garcilaso Pachácmac repintado, en 2016, reunió una selección de cincuenta cuadros, fruto de diecisiete años de trabajo en el sitio.

## Obra plástica

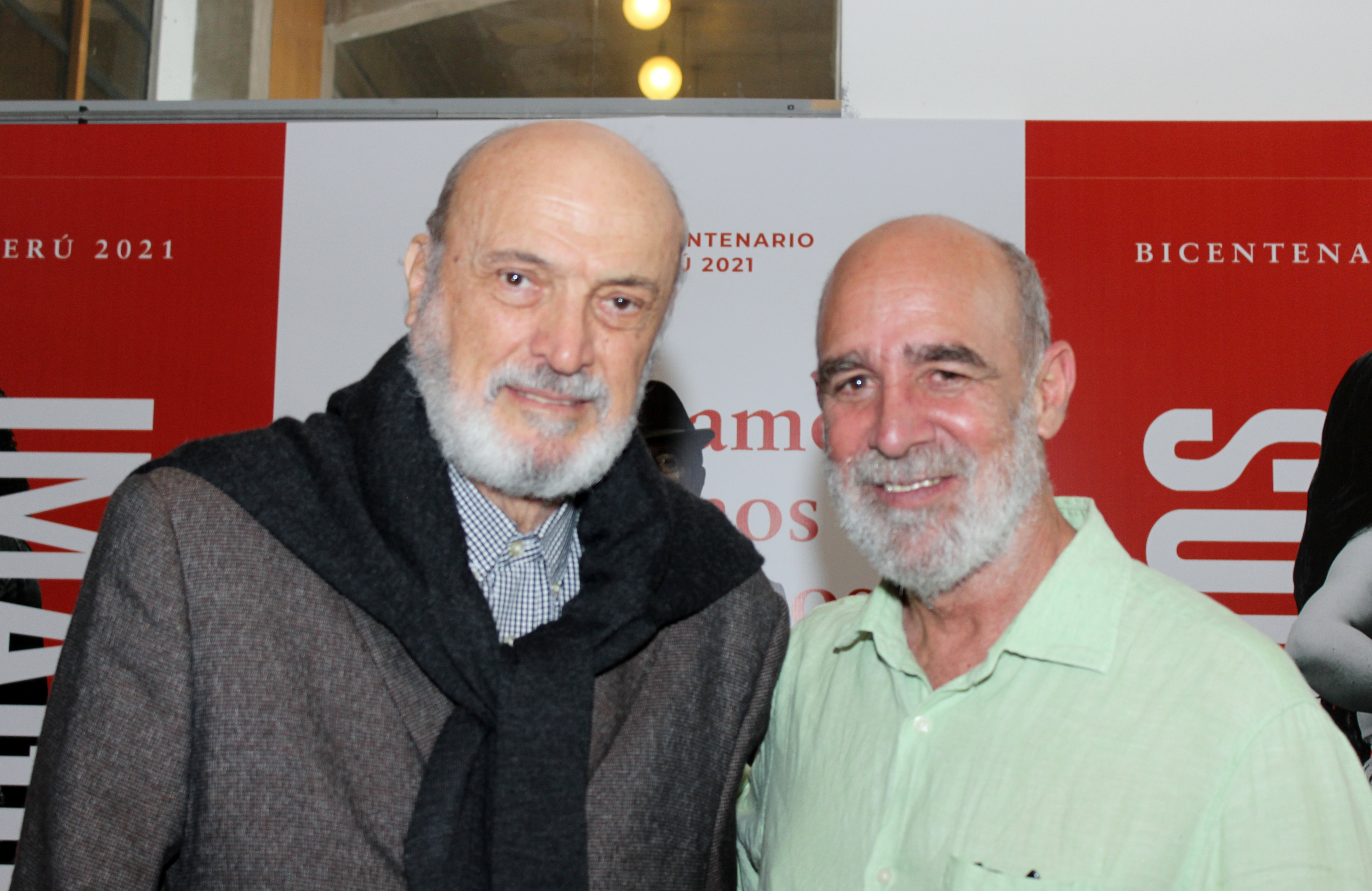
Wiesse (derecha) con el escritor Fernando Ampuero; FILSA 2018.

Wiesse es un artista que sintetiza la observación del horizonte con una mirada en los trazos precolombinos de la cultura Nazca o en la austeridad de los maestros de la cultura Chancay.  Dentro de sus referentes peruanos destacan la época abstracta de Ricardo Grau, los quipus de Eielson, los embalajes de Emilio Rodríguez Larraín o Gerardo Chávez; e internacionalmente Lucio Fontana, Alberto Burri, Alberto Magnelli, Rothko, Mark Tobey, Henri Michaux, Jean Dubuffet, Sam Francis, Ad Reinhardt, Bridget Riley, Frank Stella, Richard Long, amén del arte aborigen no occidental. Su trabajo también se nutre de las fotografías aéreas del antropólogo norteamericano Paul Kosok, quien estudió las irrigaciones de la costa peruana. Esas imágenes dotaron a Wiesse de una visión cenital del paisaje: "los cuadros de Ricardo nos remiten a un paisaje costeño reducido a sus rasgos más elementales –el desierto–, en una abstracción que nunca renuncia a la materia, sino que, más bien, la cristaliza".   A estos contenidos se suman las técnicas aprendidas para materializarlos:

Desde la década de 1970, he venido empleando materiales poco convencionales, pero significantes en sí mismos, portadores de aquellos aires incontaminados [del arenal]. Polvos de toda especie inorgánica, tramas amontonadas, dibujo improvisado como rastro sobre el terreno, conforman una veta transitada sin apuros, detenida ante la sorpresa de interacciones lineales y manchas de colores a lo largo de las exploraciones que estas páginas permiten apreciar de manera retrospectiva. El trato prolongado con arenas, marmolinas, alquitrán, esmalte y óxidos me ha conducido a realizaciones en técnica mixta que produzco como variaciones sobre un mismo tema. En la ejecución de estos cuadros, opero sin ideas fijas. Voy al encuentro de lo que suceda mientras espolvoreo. Vierto los granos coloreados desplazándome por el área preparada con óleo y temple. Cojo puñados y los voy liberando en líneas o manchas. Los primeros trazos bastan para desencadenar un intercambio de golpes repentinos. Un embudo múltiple de mi autoría esparce hasta ocho paralelas de partículas pesadas, que caen impecables. Las tramas resultan de bloqueos por mallas serigráficas, MDF perforado con taladro y martillo, y redes de pesca. Salvo algún acetato o plástico circunstanciales, la parafernalia de los trabajos ‘matéricos’ viene siendo la misma desde hace más de una década. Reincido en ella con naturalidad y me estremece lo hallado. A menudo lo arruino por apresuramiento, indecisión o yuxtaposiciones desafortunadas. Los intentos fallidos se acumulan en montañas de desmonte, donde me interno para insistir en las acometidas siguientes; los supervivientes subsistirán solo si acercan nuevas luces y vibraciones al conjunto en marcha. Las curvas rasgadas entretejen estructuras sobre agitaciones que los antojos del secado resquebrajarán, añadiendo una cuota de casualidad al dibujo antes deliberado y ahora librado a su suerte. Materia y signo se anudan y equiparan en estas imágenes atravesadas por diagramas que trashuman vacíos y accidentes de la pampa, o del cuadro.
Ricardo Wiesse.  Wiesse: pinturas y otros ensayos, p. 25

Con el nuevo milenio, Wiesse vuelve a la pintura al aire libre con una serie de cuadros figurativos destinados a Pachacámac. Si bien hay una preocupación por captar la luz, su pintura se ciñe a un dibujo realista. Desde ese momento, el artista ha continuado expresándose a través de abstractos y figurativos. Wiesse también ha hecho trabajos de ilustración como el poemario Zoología prestada de Tulio Mora o las carátulas de la revista mensual Ideéle (1990-1994). Sus cuadros también han servido para la portada de algunas publicaciones como el cuarto tomo del Fallo de la Corte Internacional de Justicia de La Haya. 

## Exposiciones

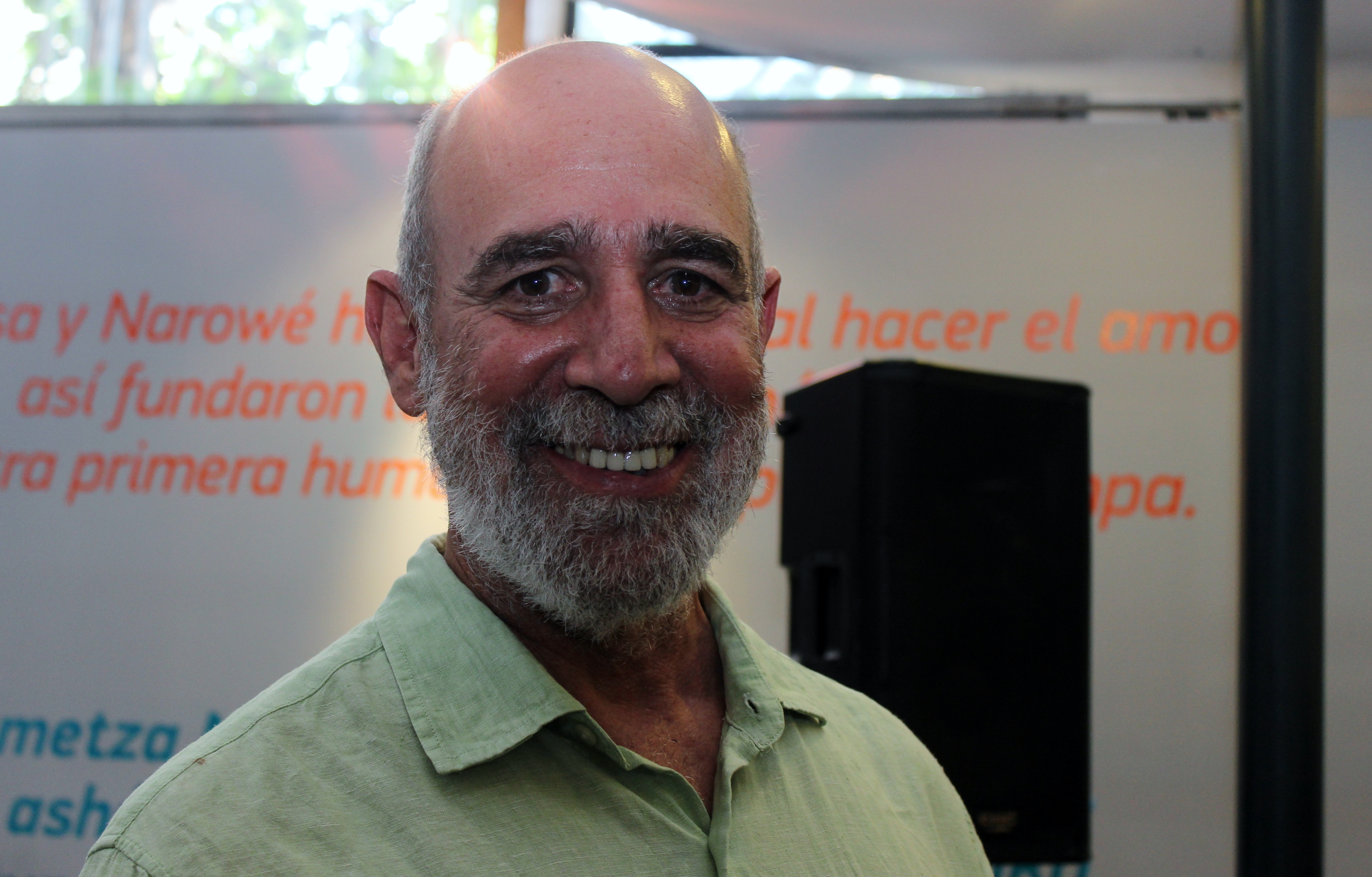
Wiesse en octubre de 2018

Exposiciones individuales y bipersonales del siglo XXI:
2018
DÉCADA RECIENTE: Ricardo Wiesse. Sala Germán Krüger Espantoso, Instituto Cultural Peruano-Norteamericano, Miraflores, Lima.   
2016
Pachacamac repintado. Centro Cultural Inca Garcilaso, Lima. 
2015
Noche cerrada, Museo de Arte Moderno de Santo Domingo, República Dominicana. 
Ventanas de sombra, Galería Forum, Lima.  (enlace roto disponible en Internet Archive; véase el historial, la primera versión y la última).
2014
Cantera inca, Hotel Casa 95, Bogotá. 
2013
Aguas abajo, Galería Forum, Lima.  (enlace roto disponible en Internet Archive; véase el historial, la primera versión y la última).
2012

"Rodolfo Hinostroza"

Excavaciones, Galería Forum, Lima. 
2011
Piedra y tierra (con Silvia Westphalen), Instituto Cultural Peruano-Norteamericano, Arequipa.
Museo del Senado, Buenos Aires, Argentina.
2010
Desert and Memory. Gallery M Squared, Houston, Texas, Estados Unidos. 
Lechos. Galería Forum, Lima. 
Pieles. Galería Amaranto, Lima.  (enlace roto disponible en Internet Archive; véase el historial, la primera versión y la última).
2008
Tres arenas. Sala Germán Krüger Espantoso, Instituto Cultural Peruano-Norteamericano, Miraflores, Lima. 
Ojos de agua, Galería Municipal de Magdalena del Mar, Lima. 
Cantuta, Micromuseo, Lima.  Archivado el 19 de julio de 2016 en Wayback Machine.
2007
Acuarelas. Centro Cultural Peruano Británico, San Martín de Porres, Lima.
2006
Geografismos. Centro Cultural Inca Garcilaso de la Vega (Ministerio de Relaciones Exteriores), Lima.
Pachacámac pintado. Galería Laura Alvim, Río de Janeiro, Brasil; Sala Marta Traba, Memorial de América Latina, San Pablo, Brasil; Teatro Nacional, Brasilia, Brasil.
Recortes. Sala Luis Miró-Quesada Garland, Municipalidad de Miraflores, Lima. 
2005
Muestra antológica. Museo Pedro de Osma, Lima. Curadora: Élida Román.
2003
Galería Labyrinhtum (con Herbert Rodríguez), Gelsenkirchen, Alemania. Curador: Stefan Roggenbrück.
2002
Universidad del Pacífico, Lima.
2001
Galería Labyrinhtum, Gelsenkirchen, Alemania.
Pachacámac pintado (con Dare Dovidjenko). Sala Luis Miró-Quesada Garland, Municipalidad de Miraflores, Lima; Museo de Sitio de Pachacámac, Lima; Museo Nacional de Antropología, Arqueología e Historia del Perú, Lima. Curador: Jorge Villacorta.

## Publicaciones
- Wiesse Rebagliati, Ricardo. «Recuento», Lienzo, dirigida por Alfonso Cisneros Cox. N° 12, 1991, pp. 159-163.
- Wiesse Rebagliati, Ricardo. «El artista y las contradicciones». Imaginario del arte, 8, 1995, p. 16.
- Wiesse Rebagliati, Ricardo. «Arte y cambio social: un testimonio». Hueso húmero, 36, 2000, pp. 164-169.
- Wiesse Rebagliati, Ricardo. Wiesse, pinturas y otros ensayos. Lima: Ediciones Roka, 2005a.   (enlace roto disponible en Internet Archive; véase el historial, la primera versión y la última).
- Wiesse Rebagliati, Ricardo. Papeles del vacío, arte y paisaje en el Perú. Lima: Ediciones Roka, 2005b.
- Wiesse Rebagliati, Ricardo. Plumas del Antisuyo: Vilcabamba, raíz y piedra. Lima: Universidad Sedes Sapientiae, 2009.
- Wiesse Rebagliati, Ricardo. A mano alzada, recolección de dibujos y acuarelas. Lima: Edición del autor, 2010a.
- Wiesse Rebagliati, Ricardo. Culebra, memorias de familia. Lima: Edición del autor, 2010b.
- Wiesse Rebagliati, Ricardo. Cantuta, Cieneguilla. Lima: Micromuseo, IEP y DAE, 2011.
- Wiesse Rebagliati, Ricardo. Letra y Música de María Wiesse. Lima: IEP, 2014.[11][12]
- Wiesse Rebagliati, Ricardo. «Olga y Jim». Hueso Húmero, 64, 2015.
- Wiesse Rebagliati, Ricardo. Breve historia de Chao. Lima: Ed. Pilar Ortiz de Zevallos, 2016.
- Introducción al libro El mate en el Perú, (con textos de José Sabogal y Arturo Jiménez Borja). Lima, Biblioteca Abraham Valdelomar, 2015. ISBN 9786124697319.

## Apreciación de su obra escrita
La escritura de Wiesse se escinde en dos vertientes: el arte y la identidad. En una primera senda, reflexiona sobre su proceso creativo para materializar contenidos (estéticos, históricos e incluso políticos). Esta labor es comentada por el periodista Carlo Trivelli:

Si bien no es extraña la publicación de libros de artistas, sí llama la atención que alguien publique dos libros con apenas unos meses de intervalo. Hace poco, con motivo de su muestra antológica, Ricardo publicó “Wiesse, pinturas y otros ensayos”, hermoso volumen que compendia su obra e incluye dos textos: “Destinos de Pachacámac” y “Huacas de colores”, que dejan constancia de algunas de sus preocupaciones. Ahora aparece “Papeles del vacío”, ensayo acerca de la relación entre el paisaje y el arte desarrollado en estas tierras, desde la pintura paleolítica hasta nuestros días. Si consideramos que en nuestro medio no abundan los artistas plásticos dados a poner por escrito ideas y preocupaciones que rondan su producción artística ni los propensos a hacer explícitas las claves para la interpretación de sus trabajos, estamos, sin duda, ante una feliz extravagancia que ojalá se convierta en un importante precedente
Carlo Trivelli. El Comercio 19-11-2005, p. C8.

La segunda motivación para su prosa es la búsqueda de identidad a través de la exploración de la memoria familiar, dejando constancia de ello en varias investigaciones como la dedicada a María Wiesse. Bien reconoce Pilar Ortiz de Zevallos: 

En esta Breve historia de Chao, Ricardo –hijo de Jorge Wiesse Thorndike– une conocimientos y recuerdos a las memorias de personas que ya no están con nosotros. Su relato ameno nos hace escuchar las voces de Mary Thorndike de Ortiz de Zevallos –su tía abuela–, de pobladores antiguos como don Óscar Durán y de otros importantes personajes, científicos y artistas que visitaron estos lares.
Pilar Ortiz de Zevallos. Presentación de la Breve historia de Chao 2016, p. 5

## Premios y reconocimientos
- Concurso Johnnie Walker, Lima, Primer premio (1995).
- Distinción de la Municipalidad de Lima (1993).
- Beca del consejo Británico (1986).
- Concurso de la Municipalidad de Ancón, Primer premio (1982).
- Beca del gobierno Francés (1982-83).
- Concurso Nacional de Pintura Sérvulo Gutiérrez, Banco popular del Perú, segundo premio (1981).
- Concurso Nacional de Grabado, ICPN, Menciones honrosas (1975-76).